# Gefecht bei Schleiz
Schleiz – Saalfeld – Jena und Auerstedt – Lübeck – Großpolen – Czarnowo – Golymin – Pułtusk – Dirschau –  Allenstein – Preußisch Eylau – Ostrolenka – Stolp – Danzig – Kolberg – Guttstadt – Heilsberg – Friedland
Die Schlacht von Schleiz oder das Gefecht von Schleiz fand am 9. Oktober 1806 in Schleiz, Deutschland, zwischen einer preußisch-sächsischen Division unter Bogislav Friedrich Emanuel von Tauentzien und einem Teil des I. Korps von Jean-Baptiste Bernadotte unter dem Kommando von Jean-Baptiste Drouet d’Erlon, statt. Es war das erste Gefecht im Vierten Koalitionskrieg, einem Teil der Napoleonischen Kriege.
Schleiz liegt 30 Kilometer nördlich von Hof und 145 Kilometer südwestlich von Dresden an der Kreuzung der Bundesstraßen 2 und 94.
Als die Grande Armée des französischen Kaisers Napoleon I. durch den Frankenwald nach Norden vorstieß, traf sie auf den linken Flügel der Armeen des Königreichs Preußen und des Kurfürstentums Sachsen, die auf einer langen Front aufgestellt waren.
Zu Beginn der Schlacht stießen Teile der Division von Drouet auf die Vorposten von Tauentzien. Als Tauentzien die Stärke der vorrückenden französischen Truppen feststellte, begann er mit dem taktischen Rückzug seiner Division. Joachim Murat übernahm das Kommando über die Truppen und begann eine aggressive Verfolgung. Ein preußischer Verband in Bataillonsstärke wurde im Westen abgeschnitten und erlitt schwere Verluste. Die Preußen und Sachsen zogen sich nach Norden zurück und erreichten am Abend Auma.

## Hintergrund

### Politisch
Während des Dritten Koalitionskriegs unterzeichnete König Friedrich Wilhelm III. von Preußen am 3. November 1805 das Potsdamer Abkommen mit Zar Alexander I. von Russland, einem aktiven Kriegsgegner. Friedrich Wilhelm versprach, einen Botschafter mit dem Angebot einer bewaffneten Vermittlung zu Napoleon zu schicken. Sollte der französische Kaiser nicht bereit sein, das Königreich Holland und die Schweiz abzutreten und auf die Krone des Königreichs Italien zu verzichten, würden sich die Preußen mit dem österreichischen und dem russischen Kaiserreich gegen Napoleon verbünden.
Kurioserweise war die preußische Armee bereits im September gegen Russland mobilisiert worden, als der Zar den Beitritt Preußens zur Dritten Koalition forderte. Verärgert über Napoleons Verletzung seines Territoriums bei Ansbach im September 1805, bemühte sich Preußen daraufhin um eine Verständigung mit Russland. Napoleon gelang es, den preußischen Gesandten Christian Graf von Haugwitz bis nach seinem großen Sieg in der Schlacht von Austerlitz am 2. Dezember 1805 hinzuhalten. Bald darauf ersuchte Österreich um Frieden und Russland zog seine Truppen zurück, wodurch die Dritte Koalition faktisch aufgelöst wurde.
Am 15. Februar überredete Napoleon Preußen, im Gegenzug für Hannover, das Frankreich zuvor besetzt hatte, mehrere seiner Gebiete an Frankreich und seine Verbündeten abzutreten. Am 8. Februar 1806 marschierte Frankreich in das Königreich Neapel ein, und am 23. Juli fiel der letzte Stützpunkt auf der italienischen Halbinsel an die Eroberer. Am 25. Juli gründete Napoleon den Rheinbund, einen französischen Satellitenstaat in Deutschland. Angesichts dieser französischen Aggressionen gewann die kriegsbefürwortende Fraktion am preußischen Hof um die Königin Louise bald die Oberhand. Der pazifistische Haugwitz wurde als Ministerpräsident entlassen, und am 7. August 1806 beschloss König Friedrich Wilhelm, gegen Napoleon in den Krieg zu ziehen.

### Militärisch
Preußen mobilisierte 171.000 Soldaten, darunter 35.000 Kavalleristen, 15.000 Kanoniere und 20.000 sächsische Verbündete. Die Truppen wurden in drei Armeen aufgeteilt. Feldmarschall Karl Wilhelm Ferdinand, Herzog von Braunschweig, konzentrierte seine Soldaten um Leipzig und Naumburg im Zentrum. Der linke Flügel unter der Führung des Generals der Infanterie Friedrich Ludwig Fürst von Hohenlohe-Ingelfingen versammelte sich bei Dresden und schloss das sächsische Kontingent ein. Die Generäle Ernst von Rüchel und Gebhard Leberecht von Blücher sammelten den rechten Flügel bei Göttingen und Mühlhausen.
Inzwischen wurde Napoleon auf die preußischen Kriegsvorbereitungen aufmerksam. Er berief am 5. September 50.000 Wehrpflichtige des Jahrgangs 1806 ein und versetzte die französischen Streitkräfte in Deutschland in Alarmbereitschaft. Als er erfuhr, dass die Preußen die sächsische Armee in ihre Streitkräfte aufgenommen hatten, zog er rasch seine Grande Armée zusammen, um die preußische Armee zu vernichten. Am 5. Oktober gab Napoleon einen Befehl heraus, in dem die Marschroute für den Einmarsch der Grande Armée in das Kurfürstentum Sachsen beschrieben wurde. Das I. Korps von Marschall Bernadotte führte die mittlere Kolonne an, gefolgt vom III. Korps von Marschall Louis Davout, dem größten Teil der Kavallerie-Reserve von Marschall Murat und der Kaiserlichen Garde von Marschall François Joseph Lefebvre. Die rechte Kolonne bestand aus dem IV. Korps von Marschall Nicolas Soult an der Spitze, dem VI. Korps von Marschall Michel Ney und den Bayern im Hintergrund. Die linke Kolonne bestand aus dem V. Korps von Marschall Jean Lannes, gefolgt von dem VII. Napoleon führte die rechte Kolonne in Richtung Hof, die mittlere Kolonne von Kronach nach Schleiz und die linke Kolonne von Coburg nach Saalfeld.